# Zaynab
Zaynab (زينب) est un prénom arabe féminin.
Ce prénom se présente sous plusieurs formes telles que Zeynab, Zineb et d'autres variantes.

## Personnalités portant ce prénom
- Zaynab bint Muhammad, fille du prophète Mahomet ;
- Zaynab bint Jahsh, l'une de ses épouses ;
- Zaynab bint Khuzayma, également une de ses épouses ;
- Zaynab bint Ali, fille du quatrième calife Ali ibn Abi Talib, son cousin et gendre, réputée pour son éloquence ;
- Zaynad al-Soghra (également appelée Oumm Koulthoum bint Ali), cadette de la précédente
- Zeynab Habib, chanteuse béninoise ;
- Zineb El Rhazoui, écrivaine, journaliste et militante des droits de l'homme franco-marocaine ;
- Zineb Redouani, footballeuse internationale marocaine.

## Variantes
- Zeynab
- Zeyneb
- Zeineb
- Zeinab
- Zeïna
- Zenab
- Zinab
- Zineb
- Zaïnab
- Zainab
- Zeynep en turc
- Djenaba, Dieynaba en Afrique subsaharienne[1]
- Seynabou ou Zeynabou en Afrique de l'ouest.

Le nom de Zénobie, reine de Palmyre, est sans doute apparenté.

## Popularité
Zaynab et Zineb sont présents dans de nombreux pays,.
La variante Djenaba ou Djénaba est moins fréquente,,.